# Harald Zwart
Harald Johan Zwart (Amsterdam, 1º luglio 1965) è un regista olandese naturalizzato norvegese.

## Biografia
Harald Zwart, nato in Olanda da padre olandese, è cresciuto in Norvegia, in particolare nella cittadina di Fredrikstad (tifoso della squadra di calcio locale, spesso ne lascia sventolare la bandiera nei suoi film e su di essa ha basato Lange flate ballær ed il suo seguito). È il primo regista norvegese a diventare membro della Directors Guild of America, Zwart ha diretto diverse commedie hollywoodiane di successo. Debutta dietro la macchina da presa con spot televisivi e videoclip musicali, attività che ha ripreso anche recentemente con la regia, per Sky Italia degli spot con John Travolta nel 2004. Nel 2000 ha diretto il controverso video degli A-Ha,Velvet, mentre i suoi video diretti per il cantante Jan Eggum sono stati i primi in lingua norvegese ad apparire su MTV. Il debutto come regista di lungometraggi è nel 1998 con il thriller d'azione scandinavo Il comandante Hamilton con l'attore svedese Peter Stormare.
Nel 2001 Zwart si trasferisce in California ed esce nello stesso anno Un corpo da reato, una commedia nera interpretata da Michael Douglas, Liv Tyler, Matt Dillon e John Goodman. Nel 2003 dirige Frankie Muniz e Hilary Duff in Agente Cody Banks, commedia d'azione su un giovane agente segreto che ha avuto un inaspettato successo negli Stati Uniti con quasi 59 milioni di dollari di incassi a fronte di un costo di 28 milioni. Questi lungometraggi saranno sempre intervallati da un'intensa attività televisiva nella direzione di spot pubblicitari e videoclip. Nel 2009 torna invece dietro la macchina da presa con La Pantera Rosa 2, dove dirige Steve Martin nei panni dell'ispettore Clouseau ruolo che fu di Peter Sellers. Il film non ha un gran successo né di critica né di pubblico riuscendo a ripagare a malapena i costi di produzione.
Dirige poi The Karate Kid - La leggenda continua del 2010 con Jackie Chan e Jaden Smith come protagonisti che si differenziano di molto rispetto alla serie classica di Karate Kid avendo un target mirato ad un pubblico più giovane e segnando il più grande successo ai botteghini del regista norvegese con quasi 360 milioni di dollari di incassi globali a fronte di un budget di 40 milioni di dollari e ottenendo un buon riscontro dalla parte della critica. Infine nel 2013 adatta per il grande schermo il libro Città di ossa di Cassandra Clare in Shadowhunters - Città di ossa con Lily Collins, Jamie Campbell Bower, Robert Sheehan, Kevin Zegers, Lena Headey e Jonathan Rhys Meyers che riscuote un buon successo al botteghino ma non di critica.

## Vita privata
È sposato con la produttrice cinematografica Veslemøy Ruud Zwart, ha una figlia Stella Zwart.

## Filmografia

### Regista
- Gabriel's Surprise (Cortometraggio, 1990)
- Parents (Cortometraggio, 1992)
- Gull og grønne skoger (Cortometraggio, 1993)
- Hytta (Cortometraggio, 1996)
- Il comandante Hamilton (Hamilton, 1998)
- Un corpo da reato (One Night at McCool's, 2001)
- Hamilton (2001, miniserie TV di 4 episodi)
- Agente Cody Banks (Agent Cody Banks, 2003)
- Lange flate ballær (2006) (co-regista)
- Lange flate ballær II (2008)
- La Pantera Rosa 2 (The Pink Panther 2, 2009)
- The Karate Kid - La leggenda continua (The Karate Kid, 2010)
- Shadowhunters - Città di ossa (The Mortal Instruments: City of Bones, 2013)
- Caccia al 12° uomo (Den 12. mann) (2017)

### Sceneggiatore
- Gabriel's Surprise (Cortometraggio, 1990)
- Parents (Cortometraggio, 1992)
- Agente Cody Banks 2 - Destinazione Londra (Agent Cody Banks 2: Destination London), regia di Kevin Allen (2004) - non accreditato

### Produttore
- Lange flate ballær (2006) (co-regista)
- Lange flate ballær II (2008)
- Dead Snow, regia di Tommy Wirkola (2009)
- Kon-Tiki, regia di Joachim Rønning e Espen Sandberg (2012)
- Caccia al 12° uomo (Den 12. mann) (2017)